# 風に乗って
「風に乗って」（かぜにのって）は、薬師丸ひろ子の通算15枚目のシングル。1991年1月30日発売。発売元は東芝EMI（現・EMIミュージック・ジャパン）。

## 概要
アルバム『PRIMAVERA』（同年3月13日発売）からの先行シングル。上田知華が作詞・作曲を手掛けた表題曲「風に乗って」は、薬師丸本人が出演したNTT ″パジャマ・コール″ CMイメージ・ソングに採用された。
オリコンチャートの登場週数は4週、チャート最高順位は週間35位、累計2.5万枚のセールスを記録した。

## 収録曲
1. 風に乗って　
作詞・作曲: 上田知華 / 編曲: 清水信之
  - NTT ″パジャマ・コール″ CMイメージ・ソング
2. 夕暮れを止めて　
作詞: 風堂美起 / 作曲: 楠瀬誠志郎 / 編曲: 清水信之

## 関連作品
- シングルズ
- 薬師丸ひろ子 TWIN BEST